# Väinameri

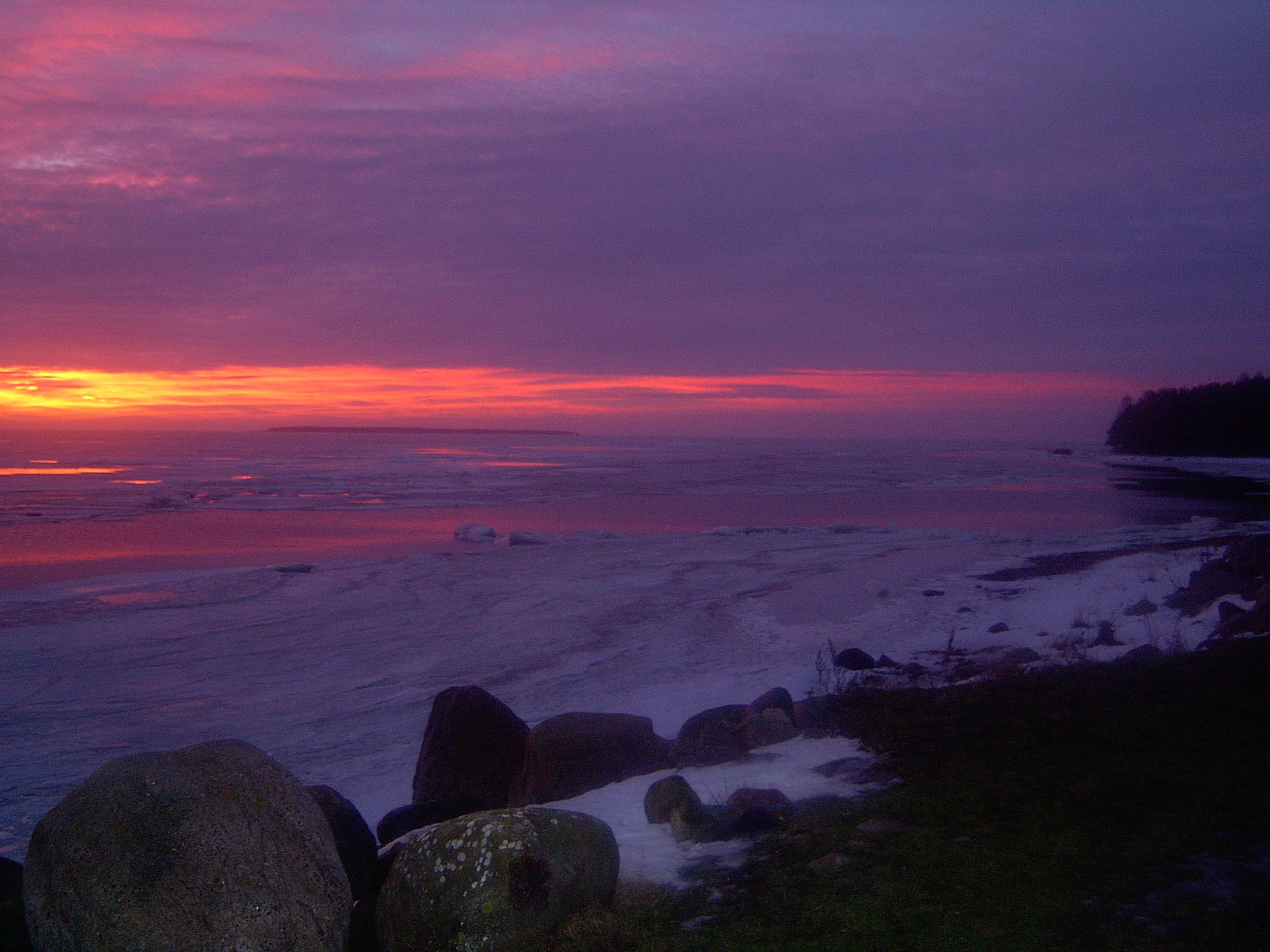
Vista del estrecho

El mar de los Estrechos (en estonio: Väinameri) es un cuerpo de agua localizado en el mar Báltico, que separa las islas del archipiélago de Moonsund entre ellas y el continente, perteneciente a Estonia.
Väinameri es poco profundo, con una superficie de aproximadamente 2200 kilómetros cuadrados y tiene muchas islas. Está delimitada por las islas del Oeste de Estonia (Saaremaa, Hiiumaa, Muhu, Vormsi) y el continente. Las islas están separadas del continente por los estrechos de: Voosi Kurk, Hari Kurk, Soela y Väike Väin y Suur Väin.
En 1894-1896, se construyó una carretera de 3,6 km de longitud, entre Saaremaa y Muhu que cruza el estrecho de Väike Väin.